# Tupoljev Tu-2
Tupoljev Tu-2 (tudi ANT-58 in 103, NATO oznaka: Bat) je bil sovjetski dvomotorni srednje velik bombnik iz 2. svetovne vojne. Zasnovan je bil kot sovjetski odgovor na Junkers Ju 88. Tu-2 je imel sorazmerno veliko hitrost, primerljivo s takratnimi lovci. Uporabljal se je kot bombnik, torpedni bombnik, prestreznik in izvidnik.
Leta 1937 je bil ruski konstruktor Andrej Tupoljev, tako kot veliko drugih letalskih konstruktorjev tistega časa aretiran zaradi domnevnega delovanja proti državi. Zaradi njegovega strateško pomembnega znanja je dobil nalogo za načrtovanje novih vojaških letal. 
Tu-2 je bil zasnovan na podlagi predhodnikov ANT-58, ANT-59 in ANT-60. Prototip je imel dva AM-37 motorja. Letalo je prvič poletelo 29. januarja 1941. Kasneje so motorje AM-38F namenili jurišniku Iljušin Il-2, zato je moral Andrej Tupoljev letalo predelati za nove zvezdaste motorje Švecov. 
Tu-2 je bil poleg Petljakov Pe-2 najpomembnejši dvomotorni bombnik. Uporabljal se je tudi v Korejski vojni.

## Specifikacije (Tu-2)
Splošne karakteristike
- Posadka: 4
- Dolžina: 13,80 m (45 ft 3 in)
- Razpon kril: 18,86 m (61 ft 10 in)
- Višina: 4,13 m (13 ft 7 in)
- Teža praznega letala: 7601 kg (16757 lb)
- Naložena teža: 10538 kg (23232 lb)
- Maks. vzletna teža: 11768 kg (25944 lb)
- Pogon letala: 2 ×  zvedzdasti motor Švecov AŠ-82, 1380 kW (1850 KM)  vsak

 Zmogljivost 
- Maks. hitrost: 528 km/h [1] (281 vozlov, 325 mph)
- Doseg: 2020 km (1090 nmi, 1260 mi)
- Višina leta: 9000 m (29528 ft)
- Hitrost vzpenjanja: 8,2 m/s (1610 ft/min)
- Obremenitev kril: 220 kg/m² (45 lb/ft²)
- Razmerje moč/teža: 260 W/kg (0,16 KM/lb)

Oborožitev

- Strelno orožje: 

  - 2 × 20 mm (0.79 in) ŠVAK top v krilih
  - 3 × 7,62 mm (0.30 in) ŠKAS strojnice, kasneje Berezin UB
- Bombe: 1500 kg (3300 lb) v notranjosti in 2270 kg (5000 lb) na zunanjih nosilcih